# Vlaardingervaart
De Vlaardingervaart of Vlaardingse Vaart is een kanaal in Nederland, tussen de Gaag in Schipluiden en de Oude Haven in Vlaardingen, waar het water is verbonden met de Nieuwe Maas. Een deel van de route tussen de Noordvliet en de Gaag wordt officieel aangeduid als de Breê- of Lichtvoetswatering, maar staat bekend als de Vlaardingervaart. 

## Geschiedenis
Het kanaal is een oud afwateringskanaal (van vóór 1250) en tevens scheepvaartroute. Het is een van de oudste waterlopen in Delfland en is ontstaan doordat delen van verschillende kreken verbonden werden door gegraven kanalen. In het verloop, deels recht en deels bochtig, is die ontstaansgeschiedenis goed te herkennen. Als gevolg van de inversie van het landschap ligt het wateroppervlak – eertijds lager dan het aangrenzende land – nu tussen kaden hoog boven de aangrenzende polders, met uitzondering van de hooggelegen Broekpolder die opgespoten werd met havenslib. De Vlaardingervaart komt al voor op vroege landkaarten en wordt vermeld in laat-middeleeuwse documenten. Het werd later een trekvaart waarover trekschuiten voeren. Tegenwoordig is er voornamelijk pleziervaart te vinden.

## Vervoer over water
Veel van het verkeer over de Vlaardingervaart bestond uit trekschuiten die de stad verbonden met Maassluis, Delft, Den Haag en Leiden. Vlaardingen werd in 1654 op het netwerk aangesloten. De directe verbinding met Delft werd in 1891 opgeheven, maar door zelfstandige schippers werd er nog tot in de jaren '20 naar Delft gevaren.
De Trekkade (Vlaardingen) en Vlaardingsekade (Midden-Delfland) vormen het oude jaagpad aan de oostelijke zijde van het kanaal. 
In de 20ste eeuw werd er ook door een gemotoriseerde schuit melk vervoerd naar Vlaardingen vervoerd vanaf de boerderijen langs het water die vaak niet waren aangesloten op wegen, anders dan het jaagpad. De andere kant uit werd veevoer vervoerd.

## Tracé
De lengte is ongeveer acht kilometer. In het midden van het traject is er een verbinding met de Noordvliet, Middelvliet en Boonervliet vanuit Maassluis. In de plaats Schipluiden vormen de Gaag, Lierwatering en de Breê- of Lichtvoetswatering samen de Vlaardingervaart. Even voor deze splitsing van waterwegen bevindt zich de Trambrug uit 1912.
Tussen Schipluiden en Vlaardingen zijn er geen bruggen of sluizen, maar in Vlaardingen zijn er ettelijke. Stroomafwaarts gaande zijn dat een houten voetgangersbrug in het Broekpolderpad en 900 meter verder de fietsbrug De Twist, alias De Wokkel. Dan na een kleine driehonderd meter de overspanning van de A20, meteen gevolgd door de Burgemeester Heusdenslaan. Dan de Westlandseweg en de Delftseveerweg. Hierna volgt de Vlaardinger Driesluizen, waar men kan schutten naar de Oude Haven.